# نبرد ایوانکیف
نبرد ایوانکیف یک درگیری نظامی میان فدراسیون روسیه و اوکراین است که در ۲۵ فوریه ۲۰۲۲ در جریان یورش روسیه به اوکراین در سال ۲۰۲۲ آغاز شد. در اوایل پگاه، یک ستون نیروی زمینی روسیه پس از پیشروی نبرد چرنوبیل، از شمال غربی به شهر ایوانکیف در استان کیف نزدیک شد.

## نبرد
در صبح روز ۲۵ فوریه، نیروهای اوکراینی پل ایوانکیف را که از رودخانه تتریف عبور می‌کرد، تخریب کردند و پیشروی یک لشکر تانک روسی را که به سمت کیف حرکت می‌کرد، متوقف کردند. نیروهای تهاجمی هوابرد اوکراین با سربازان روسی در ایوانکیف و شهر نزدیک دیمر درگیر شدند.
برخی از نیروهای روسی توانستند از ایوانکیف عبور کنند و فرودگاه مهم استراتژیک آنتونوف را پس از درگیری تصرف کنند. فرودگاه تنها در ۲۰ کیلومتر (۱۲ مایل) شمال غربی کیف است.
در ۲۷ فوریه ۲۰۲۲، موزه تاریخی و محلی ایوانکیف توسط نیروهای روسی در جریان نبرد ویران شد و بیش از بیست اثر از هنرمند اوکراینی ماریا پریماچنکو از دست رفت. در پاسخ، وزیر فرهنگ اوکراین، الکساندر تکاچنکو، درخواست کرد که روسیه عضویت خود در یونسکو را از دست بدهد.